# Váradi regestrum
A Váradi regestrum (latinul Regestrum Varadiense) 13. századi magyar nyelvemlék (szórványemlék), helyneveink és személyneveink történetének fontos forrása. Legalább részben Anianus (Ányos mester) nagyváradi kanonok és káptalani jegyző munkája.
A nagyváradi székeskáptalan latin nyelvű, 1208 és 1235 közt készült jegyzőkönyve a váradi székesegyházban a Szent László sírja előtt történt istenítéletekről és a káptalan előtt bevallott jogügyletekről. Nagy részét Anianus azaz Ányos mester írta 1217–1235-ig. A szerző származására nézve magyar volt, legalábbis a munkában előforduló sok magyar szó és a mondatszerkesztés erre vall.
43 magyar vármegye 711 helynevét és 2500 személy nevét említi.
A jogügyletek szerződésekkel, végrendeletekkel és más ügyekkel, például büntetőügyekkel (lopás, gyújtogatás) vagy szolgafelszabadítással kapcsolatosak, főleg Várad tágabb környezetéből, de olykor távolabbi vidékekről is.
Az eredeti jegyzőkönyv nem maradt fenn, bár a káptalan okmánytárában 1300 körül pusztító tüzet túlélte. Levelei széthullottak és összekeveredtek, mielőtt 1550-ben Martinuzzi György váradi püspök kinyomatta őket. Újra kiadta Bél Mátyás, Adparatus ad hist. Hung. Posonii, 1735. és Endlicher, Rerum Hungariae Monumenta Arpadiana (St. Gallen, 1849.) című gyűjteményében.
Rendkívül gazdag és máig csak részben feldolgozott magyar nyelvtörténeti forrás.
„Valójában e nyelvemlék olyan monográfiát igényelne, amely a benne előforduló összes magyar szó komplex bemutatására vállalkozna. De ez a szókincs olyan hatalmas, hogy egy kutatónak akár több évtizedre szóló feladatot is adhat” – írta róla 1998-ban Juhász Dezső. 
Sok olyan helynév található benne, amely először és utoljára csak itt fordul elő. A Regestrum talán legnagyobb anyaga Bihar megyéből származik, annak több mint száz községét említi, köztük sok olyan ősi helynevet is, amelyek ma már nem léteznek. 
Feldolgozását megnehezítik az első nyomtatott kiadás gyakori sajtóhibái.

## Külső hivatkozások
- A Váradi Regestrum – Budapest, 1898.
- Eredeti szövege(1902-es kiadás) Borovszky Samu-Karácsony János: A varadi tűzesvaspróba lajstróm az 1550-es kiadas szövege. https://archive.org/details/regestrumvaradin00nagyuoft/page/n27/mode/2up?q=Regestrum+varadiensis
- K. Fábián Ilona: A Váradi Regestrum helynevei (Szegedi Középkorász Műhely, 1997)